# Ноћ вештица: Крај
Ноћ вештица: Крај (енгл. Halloween Ends) амерички је хорор филм из 2022. године, режисера и сценаристе Дејвида Гордона Грина, директан наставак филма Ноћ вештица убија и 13. део у истоименом филмском серијалу. Џејми Ли Кертис се по седми пут вратила у улогу Лори Строуд, док је и Џон Карпентер учествовао у стварању филма као ексклузивни продуцент и композитор. Споредне улоге тумаче Анди Матичек, Рохан Кембел, Вил Патон, Кајл Ричардс и Џејмс Џуд Кортни. Филм се врти око Корија Канингама, младића који се заљубљује у унуку Лори Струод, док низ догађаја, укључујући укрштање стаза са Мајклом Мајерсом, преокреће његов живот и чини га изопштеним убицом.
Велики успех који је постигао 11. филм франшизе, наговестио је да ће серијал добити још наставака. Дана 19. јула 2019. године, компанија Јуниверсал пикчерс је поставила званично обавештење да ће филмски серијал Ноћ вештица, добити не један, већ још 2 наставка у предстојеће две године. Грин је намеравао да сваком филму у трилогији да сопствену јединствену тему, при чему је Ноћ вештица: Крај љубавна прича; Џон Карпентер је описао филм као „одмак” од својих претходника. Након што је одложено због текуће пандемије ковида-19, главно снимање је обављено у Џорџији између јануара и марта 2022. године, а поновна снимања су одржана средином исте године.
Филмом Ноћи вештица: Крај комплетирана је трилогија о Лори Строуд, што је претходно неуспешно покушавано филмовима Ноћ вештица 7: Двадесет година касније и Ноћ вештица 8: Ускрснуће, којима фанови нису били задовољни. Претходно, крајем 1980-их и средином 1990-их, своју трилогију је добио лик доктора Самјуела Лумиса, који је у четвртом, петом и шестом покушавао да заустави Мајкла и успео да преживи његове нападе.
Филм је премијерно приказан 11. октобра 2022. у Лос Анђелесу, док је у америчким биоскопима издат 14. октобра исте године, а истовремено је објављен и путем стриминг услуге Peacock. Добио је помешане критике критичара, који су критиковали фокус филма на нове ликове, а такође су га сматрали слабим завршетком франшизе.

## Радња
На Ноћ вештица 2019. 21-годишњи Кори Канингам ради као бејбиситер чувајући дечака по имену Џереми, који изведе шалу над њим тако што га закључа у поткровљу. Таман кад се Џеремијеви родитељи врате кући, Кори развали врата и случајно гурне Џеремија преко степенишне ограде у смрт. Корија оптужују да је намерно убио Џеремија, али га суд ослободи оптужбе за убиство из нехата.
Три године касније, градић Хадонфилд, у Илиноису, и даље је узнемирен након последњег убилачког пира Мајкла Мајерса 2018, док је Мајкл нестао. Лори Строуд пише мемоаре, купивши нову кућу и живећи са својом унуком Алисон, која је сада медицинска сестра. У међувремену Кори ради на ауто-отпаду свог очуха. Једног дана на путу кући, задиркује га група средњошколских силеџија, ком приликом је повређен. Лори, која се случајно задесила у близини, одведе га у болницу где Алисон ради. Алисон и Кори заљубе се једно у друго и касније оду заједно на прославу Ноћи вештица, где Џеремијева мајка ступи у конфронтацију са Коријем. Након расправе са Алисон, Кори напусти журку и налети на оне исте силеџије, који га баце са моста. Мајкл га одвуче у канализацију и конфронтира се с њим, али га на крају пусти. На излазу Кори ступи у сукоб са једним бескућником. Током сукоба, Кори избоде човека на смрт и побегне.
Кори и Алисон изађу на вечеру, али се појави Алисонин бивши дечко, полицајац Даг Малејни, и малтретира их обоје. Кори касније намами полицајца у канализацију. Појави се Мајкл и убије Дага на Коријево сладострашће. Алисон је одбијена за унапређење на послу, у корист колегинице која се швалера са лекаром. Кори потом убије лекара у његовом дому док медицинску сестру убије Мајкл. Алисон, која ништа не слути, планира да оде из Хадонфилда са Коријем, који инсистира на томе због трауме из прошлости, док Лори постаје све више сумњичава по питању Корија. Након што га затекне како спава у Џеремијевој сада напуштеној кући, и то баш на самом месту његове погибије, Лори се понуди да му помогне под условом да се дистанцира од Алисон. Кори јој узврати кривећи њу за догађаје који су се десили у Хадонфилду и каже да, ако он не може да има Алисон, нико је неће имати.
31. октобра Кори се врати у канализацију и успешно се избори са Мајклом за његову маску. У међувремену, Лори и Алисон се свађају, пошто ова планира да оде, а Алисон, такође, окриви Лори за Мајклова дела. Те ноћи Кори крене у осветнички поход, побивши силеџије које су га кињиле након што их је намамио до ауто-отпада, ком приликом један од њих случајно убије његовог очуха. Надаље, он убије своју мајку, као и локалног радијског водитеља, који га је раније кињио.
У кући Строудових, Лори кобајаги покуша самоубиство да би намамила Корија к себи, кога упуца на степеништу. Кори затим прободе себи врат да би сместио своју смрт Лори пред Алисон, која управо стиже. Изненада се појави Мајкл и убије Корија. Долази до борбе и Лори успева да забоде Мајкла за сто. Након борбе, Алисон стигне да јој помогне да га савлада и коначно убије. Лори и Алисон одвезу његово тело до ауто-отпада уз пратњу полиције, привукавши мештане Хадонфилда, који их следе у процесији, и баце га у индустријску дробилицу. Наредних дана Алисон и Лори се помире, а Алисон напусти Хадонфилд док Лори заврши своје мемоаре и обнови љубавну везу са замеником шерифа Хокинсом.

## Улоге
| Глумац                    | Улога                       |
| ------------------------- | --------------------------- |
| Џејми Ли Кертис           | Лори Строуд                 |
| Анди Матичек              | Алисон Нелсон               |
| Вил Патон                 | заменик шерифа Френк Хокинс |
| Рохан Кембел              | Кори Канингам               |
| Кајл Ричардс              | Линдзи Волас                |
| Ник Касл Џејмс Џуд Кортни | Мајкл Мајерс                |